# Margareta Toss
Barbro Margareta "Lull" Toss, född 3 november 1925 i Motala, död 28 augusti 2010 i Sofia församling i Stockholm, var en svensk journalist och chefredaktör för barntidningen Kamratposten mellan åren 1957 och 1979. 
Under sin tid på KP knöt hon många namnkunniga personer som frilansare till tidningen: Cecilia Torudd, Bodil Malmsten, Fibben Hald, Lennart Hellsing, Hans Arnold, Margareta Strömstedt, Inga Borg, Anna-Clara Tidholm, Maj-Briht Bergström Walan med flera. Hon såg som sin uppgift att för läsarnas skull hålla tidningen fri från annonser och drev igenom detta under hela sin tid på KP, många gånger i strid med tidningens ägare. Hon införde ett helt nytt tilltal till sina läsare med ledarspalten "Hej Alla Du", och 1969 kom på hennes initiativ spalten "Maj-Briht svarar på sexfrågor" till, trots hård kritik från bland annat tidningen Dagen. 
Från 1979 till 1990 arbetade Toss på Sveriges Radio, först som chef på Barn- och ungdomsredaktionen i P3, sedan på Kulturredaktionen där hon bland annat producerade uppläsningar med Stig Claesson ("Julevangelium enligt Slas", 1986), Lena Granhagen ("Mor gifter sig" av Moa Martinson, 1987) och Sven Wollter ("Lady Chatterleys älskare" av D H Lawrence, 1991). 
År 1956 medverkade hon som scripta i filmen Sista paret ut, skriven av Ingmar Bergman och regisserad av Alf Sjöberg.
Toss fick tillsammans med Lukas Bonnier dottern Anna Toss. Margareta Toss är begravd på Skogskyrkogården i Stockholm.

## Priser och utmärkelser
- Gulliver-priset 1978
- Stora Journalistpriset 1979
- Ikarospriset 1989